# Dorsum Oppel
Il Dorsum Oppel è una catena di creste lunari intitolata al geologo e paleontologo tedesco Albert Oppel nel 1976. Si trova nel Mare Crisium e ha una lunghezza di circa 268 km.